# 小林友希
小林友希（日语：／ Kobayashi Yuki，2000年7月18日—），日本足球運動員，司職後衛，現效力於蘇超球隊些路迪。

## 俱乐部生涯
出生在神户市的小林友希从小便进入了神户胜利船青训，因其身高和左脚中卫的属性一直受到关注，15岁便在神户胜利船一线队注册，并在2018年对阵湘南比马的日本联赛杯比赛中完成职业生涯处子秀。
苏超官方宣布，球队已经免费签下神户胜利船的中后卫小林友希，双方签约5年，球员将在冬窗正式加盟球队。
2023年1月18日，苏超第22轮，4-0击败聖美倫，小林友希首发出任中后卫，并打满全场，这也是他加盟后代表球队出战的首场正式比赛。

## 榮譽
些路迪
- 蘇格蘭聯賽盃冠軍 : 2022-23[3]

## 外部连结
- 日本職業足球聯賽中的小林友希 （日語）
- Profile at Vissel Kobe （页面存档备份，存于）